# Réservoir structurel

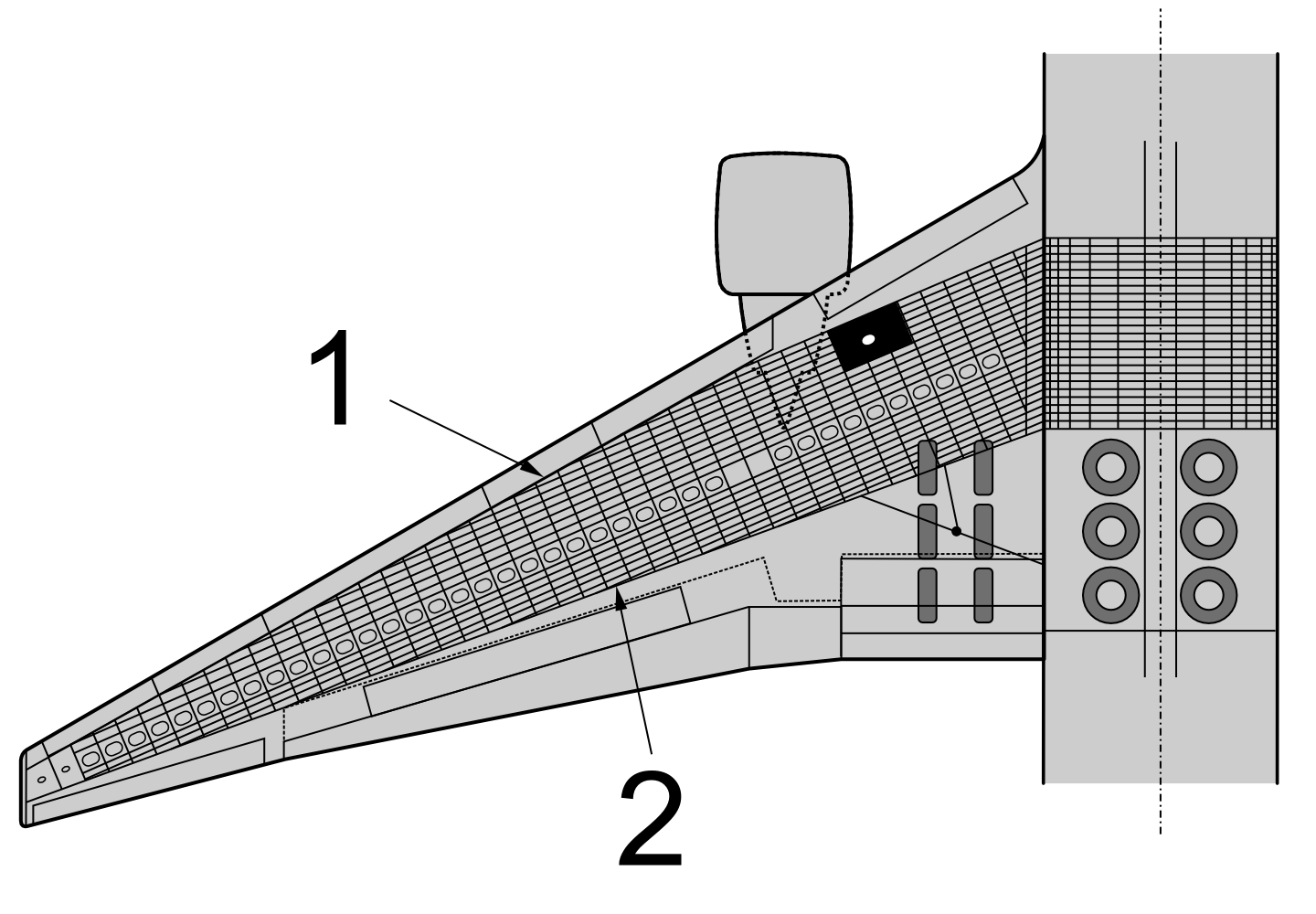
Structure de l'aile d'un Boeing 777. Le carburant est contenu entre les longerons 1 et 2.

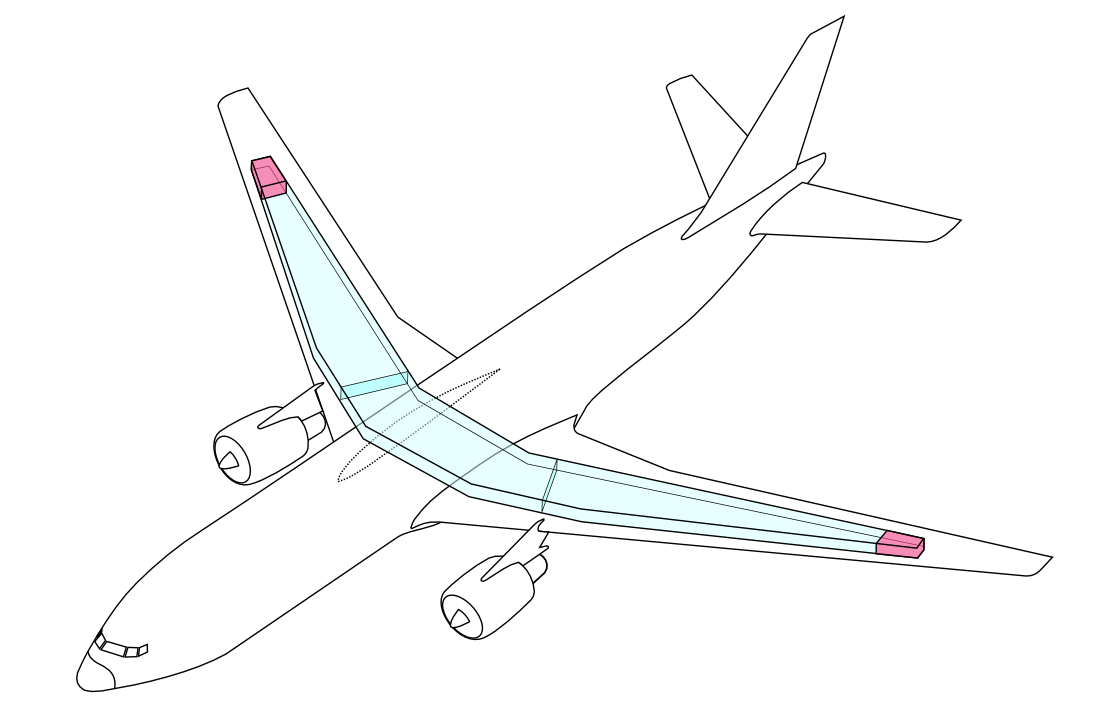
Réservoir structurel du Boeing 777.

En aéronautique, un réservoir structurel est un réservoir de carburant dont la cloison n'est autre que la couverture extérieure de l'appareil, habituellement dans la voilure (plus précisément le caisson de voilure). 

## Avantages
Très tôt dans l'histoire aéronautique, les ailes sont devenues un endroit privilégié où placer tout ou partie des réservoirs de carburant d'un avion. En effet, cette disposition permet d'avoir une bonne distribution de la masse, de ne pas perdre de place dans le fuselage, et de ne pas trop déplacer le centre de gravité de l'avion au fil de l'utilisation du carburant. Jusqu'aux années 1950, les avions utilisaient typiquement des réservoirs de type "vessie", c'est-à-dire des sacs de caoutchouc gonflés de carburant. Dans le cas des réservoirs structurels, le réservoir n'est autre que l'aile elle-même, sans contenant intermédiaire. Cela nécessite d'imperméabiliser toute la structure, y compris les rivets, les passages de cables électriques, etc. L'avantage est une économie substantielle de poids et de volume. 

## Adoption
Dès 1944, Douglas adopte des réservoirs structurels sur le C-54B, une version améliorée du DC-4 de transport militaire, mais seulement sur la partie la plus extérieure de la voilure. Les réservoirs structurels se sont généralisés sur les avions de ligne dans les années 1950. Ils ont aussi été adoptés en aviation générale, faisant par exemple leur apparition sur le Beechcraft Musketeer au cours de la décennie suivante.